# Вілбер (Вашингтон)
Вілбер (англ. Wilbur) — місто (англ. town) в США, в окрузі Лінкольн штату Вашингтон. Населення — 895 осіб (2020).

## Географія
Вілбер розташований за координатами 47°45′28″ пн. ш. 118°42′53″ зх. д. / 47.75778° пн. ш. 118.71472° зх. д. (47.757641, -118.714727).  За даними Бюро перепису населення США в 2010 році місто мало площу 3,56 км², уся площа — суходіл. В 2017 році площа становила 3,36 км², уся площа — суходіл.

### Клімат
| Клімат : Вілбер                          | Клімат : Вілбер | Клімат : Вілбер | Клімат : Вілбер | Клімат : Вілбер | Клімат : Вілбер | Клімат : Вілбер | Клімат : Вілбер | Клімат : Вілбер | Клімат : Вілбер | Клімат : Вілбер | Клімат : Вілбер | Клімат : Вілбер | Клімат : Вілбер |
| Показник                                 | Січ.            | Лют.            | Бер.            | Квіт.           | Трав.           | Черв.           | Лип.            | Серп.           | Вер.            | Жовт.           | Лист.           | Груд.           | Рік             |
| Абсолютний максимум, °C                  | 18,3            | 16,1            | 23,9            | 32,2            | 35,6            | 41,1            | 43,3            | 41,1            | 37,8            | 30,6            | 20,6            | 13,3            | 43,3            |
| Середній максимум, °C                    | −0,2            | 3,4             | 9,4             | 15,3            | 20,4            | 24,4            | 29,5            | 28,8            | 23,7            | 15,9            | 6,1             | 0,8             | 14,8            |
| Середній мінімум, °C                     | −8              | −5,6            | −2,2            | 0,4             | 4,0             | 7,1             | 9,7             | 9,2             | 5,5             | 0,9             | −2,8            | −6,2            | 1,0             |
| Абсолютний мінімум, °C                   | −32,8           | −34,4           | −20             | −12,2           | −7,2            | −3,9            | −3,9            | −3,9            | −10             | −17,2           | −27,8           | −30,6           | −34,4           |
| Норма опадів, мм                         | 36              | 28              | 25              | 23              | 30              | 25              | 13              | 12              | 15              | 25              | 41              | 41              | 315             |
| Днів з опадами                           | 8               | 6               | 6               | 5               | 6               | 5               | 3               | 3               | 4               | 6               | 8               | 8               | 68,0            |
| ---------------------------------------- | --------------- | --------------- | --------------- | --------------- | --------------- | --------------- | --------------- | --------------- | --------------- | --------------- | --------------- | --------------- | --------------- |
| Джерело: Western Regional Climate Center |                 |                 |                 |                 |                 |                 |                 |                 |                 |                 |                 |                 |                 |

## Демографія
Згідно з переписом 2010 року, у місті мешкали 884 особи в 404 домогосподарствах у складі 243 родин. Густота населення становила 249 осіб/км².  Було 468 помешкань (132/км²).
Расовий склад населення:
| - 93,4 % — білих - 2,7 % — корінних американців - 0,5 % — азіатів - 0,3 % — чорних або афроамериканців - 0,2 % — вихідців з тихоокеанських островів |

До двох чи більше рас належало 2,8 %. Частка іспаномовних становила 2,3 % від усіх жителів.
За віковим діапазоном населення розподілялося таким чином: 20,4 % — особи молодші 18 років, 54,4 % — особи у віці 18—64 років, 25,2 % — особи у віці 65 років та старші. Медіана віку мешканця становила 50,2 року. На 100 осіб жіночої статі у місті припадало 89,7 чоловіків;  на 100 жінок у віці від 18 років та старших — 90,3 чоловіків також старших 18 років.
Середній дохід на одне домашнє господарство  становив 43 244 долари США (медіана — 35 433), а середній дохід на одну сім'ю — 51 676 доларів (медіана — 43 750). За межею бідності перебувало 12,8 % осіб, у тому числі 5,9 % дітей у віці до 18 років та 13,1 % осіб у віці 65 років та старших.
Цивільне працевлаштоване населення становило 228 осіб. Основні галузі зайнятості: роздрібна торгівля — 21,9 %, освіта, охорона здоров'я та соціальна допомога — 15,4 %, публічна адміністрація — 13,2 %, будівництво — 11,8 %.